# جمال کریمی‌راد
جمال کریمی راد (۱۳۳۵ – ۷ دی ۱۳۸۵ بر اثر تصادف در جاده سلفچگان) دولتمرد ایرانی بود.
وی مدرک کارشناسی علوم قضایی خود را سال ۱۳۶۵ از دانشکدهٔ علوم قضایی (قوه قضاییه)، مدرک کارشناسی ارشد مدیریت دولتی را در سال ۱۳۷۸ از مرکز آموزش مدیریت دولتی و مدرک کارشناسی ارشد حقوق بین‌الملل خود را در سال ۱۳۷۹ از دانشگاه تهران دریافت کرد.
در تاریخ ۲۵ مرداد ۱۳۸۴ از سوی محمود احمدی‌نژاد رئیس‌جمهور ایران برای تصدی وزارت دادگستری به مجلس معرفی شد و به دنبال کسب رأی اعتماد از مجلس هفتم از شهریور ۸۴ تا هنگام مرگ همزمان سخنگوی قوه قضائیه و وزیر دادگستری ایران بود.

## فعالیت‌ها و سوابق مدیریتی و اجرایی
- دادیار دادسرای عمومی و انقلاب به مدت ۲۵ سال
- دادستان عمومی کردستان
- دادستان عمومی و انقلاب استان‌های زنجان – قزوین
- رئیس دادگاه حقوقی یک زنجان و رئیس دادگاه انقلاب و دادگاه اصل ۴۹ در استان قزوین
- رئیس دادگاه‌های تجدید نظر استان قزوین
- رئیس کل دادگستری استان زنجان (در زمانی که قزوین و زنجان یک استان بود)
- مدیر کل تعزیرات حکومتی استان قزوین
- عضو گزینش قوه قضائیه در هسته‌های استان زنجان و قزوین و مسئول رسیدگی به تخلفات کارکنان دادگستری استان قزوین
- دادستان انتظامی قضات کشور
- سخنگوی قوه قضائیه از سال ۱۳۸۳ تا هنگام مرگ

## سوابق علمی (آموزشی، پژوهشی و تحقیقاتی)
- تدریس در آموزش و پرورش شهرستان قزوین و تدریس دروس حقوق در دانشگاه‌های بین‌المللی امام خمینی، آزاد اسلامی واحد سنندج، زنجان، قزوین و پیام نور قزوین، تدریس در مرکز مدیریت دولتی و تربیت معلم و دانشکده اقتصاد وزارت اقتصاد و دارایی
- شرکت در برنامه‌های زنده صدا و سیما و پاسخ به سؤالات حقوقی شهروندان در زمینه مسائل حقوقی
- شرکت در ۴۰ برنامه حقوقی شبکه خبر و شبکه جهانی جام جم
- شرکت در نشست‌های حقوق بشر ایران و اروپا به نمایندگی از قوه قضائیه در بروکسل
- شرکت در اجلاس حقوق بشر سازمان ملل در ژنو به عنوان نماینده قوه قضائیه و بحث و بررسی مسائل حقوق بشر ایران و جهان مسیحیت.